# Gillis Berencreutz
Gustaf Gillis Adolf Carl Berencreutz, född den 3 april 1890 i Stockholm, död den 6 augusti 1981 i Helsingborg, var en svensk jurist och ämbetsman. Han var son till Adolf och Hildegard Berencreutz.
Berencreutz avlade juris kandidatexamen vid Uppsala universitet 1914 och genomförde tingstjänstgöring 1914–1917. Han var assessor i Helsingborgs rådhusrätt 1921–1947 och rådman där 1947–1956. Berencreutz var även auditör vid Krigsflygskolan och Skånska flygflottiljen. Han blev riddare av Vasaorden 1949 och av Nordstjärneorden 1953. Berencreutz vilar på Krematoriekyrkogården i Helsingborg.